# 歩兵第21連隊
歩兵第21連隊（ほへいだい21れんたい、歩兵第二十一聯隊）は、大日本帝国陸軍の連隊のひとつ。
衛戍地は現在の浜田市黒川町一帯に存在し、現存する立哨小屋や門柱がかつての姿を今に伝えている。また、1997年（平成9年）に国の登録有形文化財に登録された「雨覆練兵場」（あめおおいれんぺいじょう）は、浜田市立第一中学校の屋内運動場、および島根県立浜田高等学校の第二体育館として現役で利用されている。

## 沿革
- 1884年（明治17年）、独立第1と第2大隊を基幹に広島城内にて編成
- 1886年（明治19年）8月17日、軍旗拝受
- 1888年（明治21年）5月、第5師団が創設
- 1894年（明治27年）、日清戦争に従軍
- 1898年（明治31年）7月24日、浜田（島根県）へ転営[2]
- 1904年（明治37年）、日露戦争に従軍
- 1907年（明治40年）、第5師団から第17師団に所属変更
- 1925年（大正14年）5月1日、第17師団廃止に伴い第5師団に所属変更
- 1937年（昭和12年）
  - 8月12日、沙河鎮に到着し、万里の長城沿いに作戦する
  - 8月23日、鎮辺城の戦いの後、万里の長城に初めて日章旗を立てる

- 1938年（昭和13年）
  - 3月、徐州会戦に参加
  - 10月、広東攻略戦に参加

- 1939年（昭和14年）
  - 2月、華中での作戦に参加

- 1940年（昭和15年）9月、仏印に進入
- 1942年（昭和17年）
  - 1月、マレー作戦に参加、同地を占領後は10ヶ月間警備に当たる
  - 12月2日、第3大隊は特設巡洋艦清澄丸に乗船し、護国丸、愛国丸と共にラバウルに向けて昭南を出発[3]。
  - 12月12日、ラバウル到着。しかしマダン島、ウェワク攻略の「ム号作戦」にそのまま転用される[4]ことになり、護国丸に乗り換えて愛国丸と共に16日にラバウルを出発、マダン島へと向かう[5]。航海中、アメリカ陸軍の爆撃機B-17、B-24の爆撃を受け続けた[6][7]。
  - 12月18日、マダン島に上陸、30日に出発

- 1943年（昭和18年）、第3大隊がラエ・サラモアの戦いのラエ攻防戦に参加

## 歴代連隊長
| 代 | 氏名       | 在任期間               | 備考                             |
| -- | ---------- | ---------------------- | -------------------------------- |
| 1  | 友田美喬   | 1886.5.27 -            | 中佐、1887.4.大佐                |
| 2  | 武田秀山   | 1893.2.13 - 1895.1.10  | 中佐、1894.11.大佐               |
| 3  | 一戸兵衛   | 1895.3.19 - 7.31       | 中佐                             |
| 4  | 武田秀山   | 1895.8.5 - 1895.12.26  |                                  |
| 5  | 山中信儀   | 1895.12.26 - 1896.9.25 |                                  |
| 6  | 竹中安太郎 | 1896.9.25 - 1901.10.1  | 中佐、1899.12.大佐               |
| 7  | 長屋尚緝   | 1901.10.1 - 1902.8.30  | 中佐、死去                       |
| 8  | 小泉策郎   | 1902.9.4 -             | 中佐、1903.11.大佐、1904.9.3戦傷 |
| 9  | 稲葉瀧三郎 | 1904.9.8 - 1905.3.1    | 戦死                             |
| 10 | 大田米丸   | 1905.3.3 -             | 中佐                             |
| 11 | 佐藤祐次   | 1905.3.18 -            | 中佐                             |
| 12 | 小泉策郎   | 1906.2.20 - 1907.8.19  |                                  |
| 13 | 佐藤祐次   | 1907.8.19 - 1909.11.30 | 中佐、1907.11.大佐               |
| 14 | 志岐守治   | 1909.11.30 - 1912.1.19 |                                  |
| 15 | 大沢月峰   | 1912.1.19 - 1916.8.18  |                                  |
| 16 | 秋月斎     | 1916.8.18 - 1917.8.6   |                                  |
| 17 | 安原瀧蔵   | 1917.8.6 - 1918.7.24   |                                  |
| 18 | 牧達之     | 1918.7.24 - 1920.4.1   |                                  |
| 19 | 松江豊寿   | 1920.4.1 -             |                                  |
| 20 | 秦真次     | 1922.2.8 - 1923.8.6    |                                  |
| 21 | 恵藤不二雄 | 1923.8.6 -             |                                  |
| 22 | 渋谷寿一   | 1926.5.1 -             |                                  |
| 23 | 小野弘毅   | 1928.8.10 -            |                                  |
| 24 | 荒川真郷   | 1931.8.1 -             |                                  |
| 25 | 坂井徳太郎 | 1933.8.1 -             |                                  |
| 26 | 粟飯原秀   | 1935.12.2 -            |                                  |
| 27 | 片野定見   | 1937.12.4 -            |                                  |
| 28 | 三木吉之助 | 1939.5.31 -            |                                  |
| 29 | 原田憲義   | 1940.10.15 -           |                                  |
| 末 | 佐々木慶雄 | 1943.8.2 -             |                                  |